# 湖北繁缕
湖北繁缕（学名：Stellaria henryi）为石竹科繁缕属的植物，为中国的特有植物。分布于中国大陆的湖北、四川等地，生长于海拔1,000米至1,500米的地区，多生长于山坡石缝中，目前尚未由人工引种栽培。